# (16052) 1999 JX36
A (16052) 1999 JX36 a Naprendszer kisbolygóövében található aszteroida. A LINEAR projekt keretében fedezték fel 1999. május 10-én.